# Geographike Hyphegesis

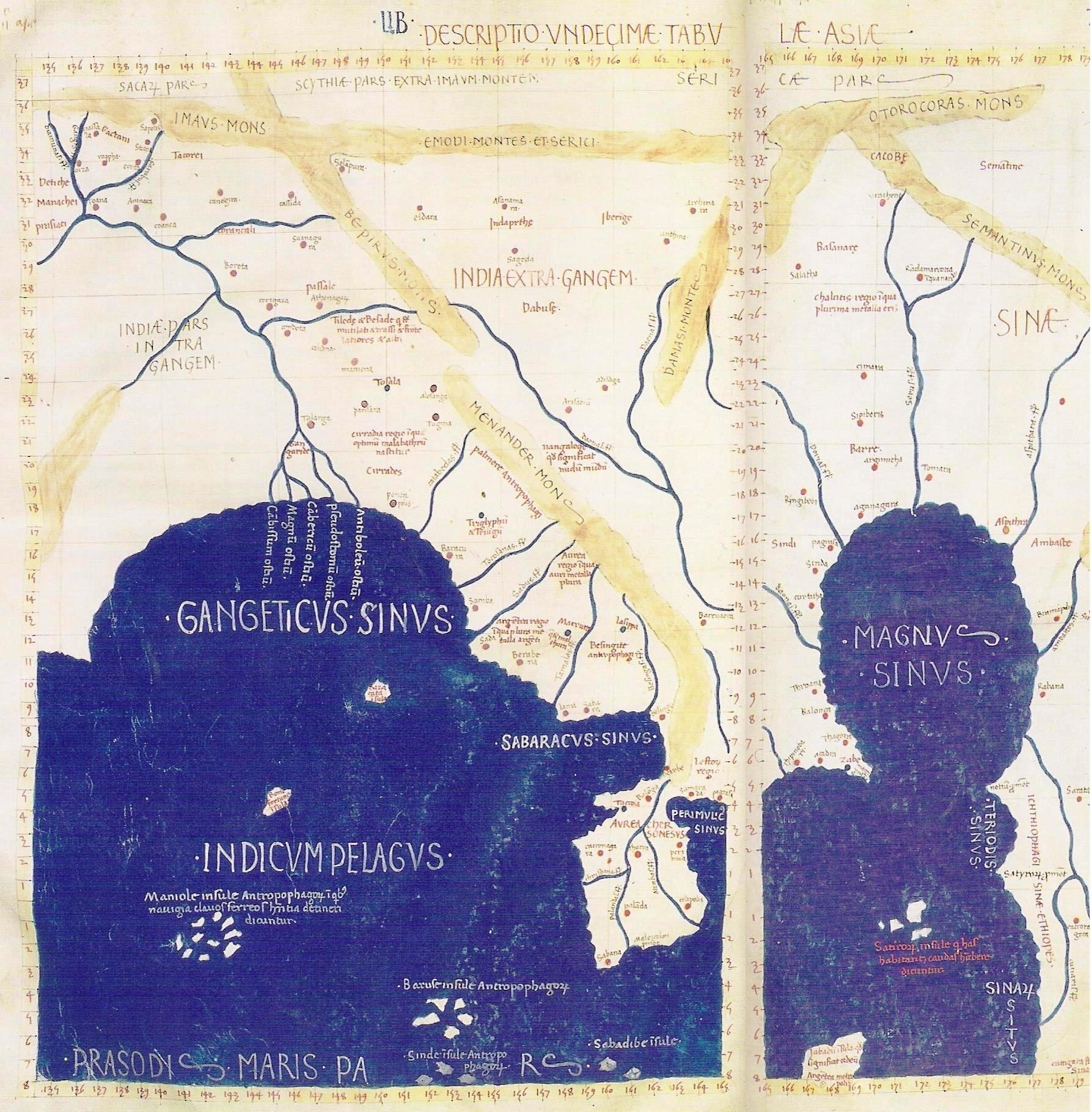
Südostasien, Ausschnitt aus einer anhand der Geographike Hyphegesis erstellten Karte, Manuskript aus dem 15. Jahrhundert

Die Geographike Hyphegesis (altgriechisch Γεωγραφικὴ Ὑφήγησις, wörtlich „Geographische Anleitung“) ist ein um das Jahr 150 erstellter Atlas von Claudius Ptolemäus. Er beruht in Teilen auf älteren Quellen, so etwa auf den Arbeiten von Marinos von Tyros und Hanno dem Seefahrer.

## Umfang
Bei der Geographike handelt es sich um eine umfassende Darstellung der bekannten Welt des 2. Jahrhunderts n. Chr. Sie führt etwa 8000 Orte, topographische Punkte und Gebiete auf. Für etwa 6300 von ihnen werden Koordinaten in einem einheitlichen System angegeben. Der Breitengrad wird dabei vom Äquator gezählt. Der Nullmeridian verläuft bei den Kanarischen Inseln. Die Zahlenwerte sind im Milesischen System dargestellt.
Die Geographike ist der historisch erste bekannte Versuch, Teile der als Kugel erkannten Erde in einer Kartenprojektion zutreffend darzustellen. Ptolomäus geht dabei von einem etwas zu geringen Erdumfang von 180.000 Stadien aus.

## Problematik
Die moderne Interpretation der antiken Koordinatenangaben führte bislang zu einem unerklärlichen Widerspruch hinsichtlich ihrer Lagetreue in Bezug auf die beiden von Ptolemäus vorgeschlagenen Kartenprojektionen, darunter die quadratische Plattkarte: Ptolemäus hat dabei das damals gängige Grundmaß des Stadions verwandt, welches ziemlich genau ein Fünftel eines Kilometers ausmacht, allerdings könnte er auch die meisten Orte aus älteren und zeitgenössischen Karten übertragen haben, welche abweichende Maßeinheiten verwendeten.
Für die Unsicherheiten weiter verantwortlich ist Ptolemäus’ Arbeitsmethode, den Ortsangaben Berichte Dritter (nämlich: von Fernhändlern) über ihre Reisewege zugrunde zu legen. Außerdem ist das Werk nur als Kopie aus dem Spätmittelalter erhalten. Wegen der beschriebenen Art der Datensammlung aus mehreren Berichten unterschiedlicher Qualität, allgemein des Problems der Umrechnung von Distanzangaben in Grade, späterer Veränderungen vor allem von Siedlungen durch entstandene Wüstungen und Umbenennungen sowie wegen der mutmaßlichen Fehler bei der Vervielfältigung in den mittelalterlichen Skriptorien sind viele Ortsangaben außerhalb des antiken Römerreichs nur schwer eindeutig zuzuordnen.

## Interpretation durch Alfred Stückelberger und seine Mitarbeiter, Bern
Die Ptolemaios-Forschungsstelle in Bern hat unter Leitung von Alfred Stückelberger eine Neuausgabe des Handbuchs der Geographie (= Geographike hyphegesis) des Klaudios Ptolemaios geschaffen (Textausgabe 2006; Ergänzungsband 2009), die erste umfassende Neuausgabe seit mehr als 150 Jahren, die erstmals auch eine vollständige deutsche Übersetzung enthält. Bei der Gestaltung des griechischen Textes konnte erstmals die wohl bedeutendste, erst 1927 im Topkapipalast in Istanbul aufgefundene Kartenhandschrift (Codex Seragliensis GI 57, um 1300) durchgehend ausgewertet werden; durch sie konnten zahlreiche Lesarten bestätigt werden.
Die um etwa 150 n. Chr. in Alexandria entstandene Geographike Hyphegesis des Klaudios Ptolemaios gehört mit ihrem theoretischen Vorspann, mit den neuartigen Projektionsmethoden für eine Weltkarte, mit ihrem Ortskatalog von etwa 6400 durch Koordinaten bestimmten Orten sowie einem Kartenatlas mit Weltkarte und 26 Länderkarten zu den bedeutendsten erhaltenen Werken der antiken Wissenschaftsgeschichte. Dieses Werk einer breiteren Öffentlichkeit zugänglich zu machen, war das erklärte Ziel des Mitarbeiterteams der Berner Ptolemaios-Forschungsstelle: Eine deutsche Übersetzung, die nötigen Sacherklärungen in den Anmerkungen und ein umfassendes Register sollten dies gewährleisten.
Insbesondere sollten die etwa 13.000 Koordinatenangaben, die in den Handschriften oft fehlerhaft und uneinheitlich überliefert sind, unter Vergleichung mit den überlieferten Karten auf ihre Plausibilität hin geprüft werden. Aufgrund dieser Überprüfung ist – in Anlehnung an die Handschriften – der ganze Kartensatz von Florian Mittenhuber umgezeichnet und damit der Versuch gewagt worden, das ursprüngliche Werk des Ptolemaios wieder sichtbar zu machen. Dass dem Ptolemaios zur Gewinnung der Koordinaten und somit zur Gestaltung der Karten ganz unterschiedliche, zum Teil fehlerhafte Quellen vorlagen und das nun überlieferte geographische Bild durchaus Verzerrungen aufweist, war dem Herausgeberteam von vornherein bewusst. Da die Ursachen für diese Verzerrungen aber sehr verschiedener Art sein können, wird es schwierig sein, die überlieferten Daten großflächig zu entzerren.

## Interpretation durch Dieter Lelgemann und andere, Berlin
In der Geographike Hyphegesis sind erstmals viele Orte derart mit Koordinaten versehen, dass sich daraus Karten bzw. ein Atlas zeichnen ließe, wenn die Angaben nicht mit einer Vielzahl von Fehlern behaftet wären. Soweit die Orte in Ptolemäus’ Werk dem historischen Römerreich zurechnen, lassen sich die Ortsbezeichnungen teilweise lokal zuordnen (so ist etwa Argentoratum der Ort, der sich an der Stelle der heutigen Stadt Straßburg befand). Außerhalb des antiken Römerreichs liegende Orte lassen sich dagegen nur ausnahmsweise örtlich zuordnen.
Ein Fortschritt bei der Bestimmung solcher Ortslagen wurde durch die Ergebnisse eines Projekts des Instituts für Geodäsie und Geoinformationstechnik der Technischen Universität Berlin unter Leitung von Dieter Lelgemann erzielt, das sich u. a. mit den Koordinatenangaben im zweiten und dritten Buch der Geographike Hyphegesis befasste.
Für die ptolemäischen Orte in der Germania magna (Buch 2, Kapitel 11) ist es den Wissenschaftlern der TU Berlin gelungen, mit Hilfe einiger Referenzpunkte (CCAA, Weichselmündung, Bonn) die antiken Koordinatenangaben in das moderne geographische Koordinatensystem zu übertragen.
Die Genauigkeit der entzerrten numerischen Angaben des Ptolemaios erweisen sich teilweise als erstaunlich hoch. Sie liegt in der Regel bei 10 bis 20 km bzw. 5‘ bis 10‘ für die einzelnen Orte. Allerdings vollzog das Forscherteam einige akrobatische Zuordnungen antiker Orte zu heutigen Orten.
In der Tabelle „Orte und Identifizierungen in Germania magna“ findet man 137 antike Namen. Es gibt 3 Gruppen. Bei 3 antiken Namen findet man keine Angaben für den modernen Namen. Bei 60 modernen Namen, findet man ein „bei“ vor dem Namen. Und beim Rest der 74 Namen ist der moderne Name ohne die Angabe „bei“. Man denkt, das ist der moderne Ort. Jedoch findet man in dieser Gruppe auch Orte, die außerhalb der Genauigkeitsangaben der TU-Berlin liegen. So soll zum Beispiel Locoritum (Nr. 99) Langenprozelten sein. Jedoch liegt Langenprozelten 23,6 km bzw. 13‘ N vom umgerechneten entzerrten Ort Marktheidenfeld entfernt. Es erfüllt nicht die Genauigkeitskriterien der TU-Berlin.
Den Projektergebnissen zufolge können die von Ptolemäus für diesen Teil der Welt benannten Orte in vier Gruppen zusammengefasst werden. Die ersten drei Gruppen betreffen dabei Orte, deren Koordinaten gemeinsame geodätische Mess- oder Verzerrungsfehler zugrunde liegen, die sich herausrechnen lassen. Bei der vierten Gruppe liegen nicht systematisierbare Fehler vor, sie blieben deshalb unberücksichtigt.
- Gruppe 1: Orte mit entzerrbaren Koordinaten, deren Lage sicher ist

Beispiele (jeweils historischer Ort und zugeordneter heutiger Ort):
Kalisia bei Kalisz, Kalamantia bei Komárno, Askibourgion bei Moers
- Gruppe 2: Orte mit entzerrbaren Koordinaten, deren Lage wahrscheinlich ist

Beispiele (jeweils historischer Ort und zugeordneter heutiger Ort):
Amisia bei Fritzlar (Ortsteil Geismar), Luppia bei Bernburg, Ebourodounon bei Brünn
- Gruppe 3: Orte mit entzerrbaren Koordinaten, deren Lage unsicher ist

Beispiele (jeweils historischer Ort und zugeordneter heutiger Ort):
Phabiranum bei Bremerhaven (Heidenschanze bei Sievern), Leuphana bei Hitzacker, Treva bei Bad Oldesloe, Marionis bei Schönberg (Mecklenburg), Marionis altera bei Güstrow (Ortsteil Lalendorf), Coenoenum bei Waren
Dabei kann wegen der Völkerwanderung der jeweils angegebene heutige Ort nicht einfach als die siedlungsgeschichtliche Fortsetzung des zugeordneten historischen Orts angesehen werden.
Das zeitgenössische wissenschaftliche Anliegen des Ptolemäus besteht darin, Orte in der Germania magna, die nach seiner Erkenntnis eine gleiche Entfernung zwischen Pol und Äquator teilen, zu „Klimaten“ zusammenzufassen. Der Begriff „klima“ wird also nicht zur Beschreibung von Klimazonen im modernen Sinne verwendet, sondern es handelt sich dabei um „einen Landstrich, dessen Teile den gleichen Neigungswinkel der einfallenden Sonnenstrahlen gegen den Horizont aufwiesen und somit alle unter der gleichen ‚Breite‘ lagen“. Diese Einteilung der germanischen Orte in klimata könnte auf Vermessungen der römischen Armee zurückzuführen sein, die für die Feldzüge in Germanien zwischen 14 v. Chr. und 16 n. Chr. erstellt wurden und von den römischen Garnisonen am Rhein ausgingen. Anscheinend hatte Ptolemaios Zugriff darauf.

## Ausgaben und Übersetzungen
- Alfred Stückelberger, Gerd Graßhoff (Hrsg.): Ptolemaios, Handbuch der Geographie (griechisch-deutsch). Schwabe Verlag, Basel 2006, ISBN 3-7965-2148-7 (Werk in 2 Halbbänden).
- Karl Friedrich August Nobbe (Herausgeber): Claudii Ptolemaei Geographia. 3 Bände, Leipzig  1843, 1845, Nachdruck Olms, Hildesheim 1966 (griechische Textausgabe).
- John Lennart Berggren, Alexander Jones: Ptolemy’s Geography: An Annotated Translation of the Theoretical Chapters. Princeton University Press, 2000.
- Edward Luther Stevenson (Übersetzer) Claudius Ptolemy: The Geography, New York Public Library 1932, Nachdruck Dover 1991 (englische Übersetzung, sehr fehlerhaft).